# Châtillon-sur-Broué
Châtillon-sur-Broué település Franciaországban, Marne megyében. Lakosainak száma 85 fő (2022. január 1.). Châtillon-sur-Broué Giffaumont-Champaubert, Outines és Rives Dervoises községekkel határos.

## Népesség
A település népességének változása:
| Lakosok száma | 57   | 53   | 53   | 61   | 70   | 73   | 77   | 78   | 76   | 85   |
|               | 1968 | 1982 | 1990 | 2006 | 2013 | 2015 | 2017 | 2019 | 2020 | 2022 |